# Pellotin
Pellotin ist ein Alkaloid aus der Gruppe der Kaktus-Alkaloide und der Tetrahydroisochinolinalkaloide.

## Vorkommen
Pellotin kommt in verschiedenen Kakteen-Arten (Tribus Cacteae) vor.  Es ist mit einem Anteil von 86 % das Hauptalkaloid in Lophopora diffusa, ebenso in Lophophora fricii mit 65 %. In Lophophora williamsii ist es mit 17 % das mengenmäßig zweitwichtigste Alkaloid nach Mescalin. Daneben kommt es in geringer Menge noch in Aztekium ritteri, Pelecyphora aselliformis und Turbinicarpus pseudomacrochele vor. Es kommt in weiteren Arten der Gattung Turbinicarpus und in Islaya minor (ein Synonym von Eriosyce islayensis) vor. Zuerst isoliert wurde es 1899.

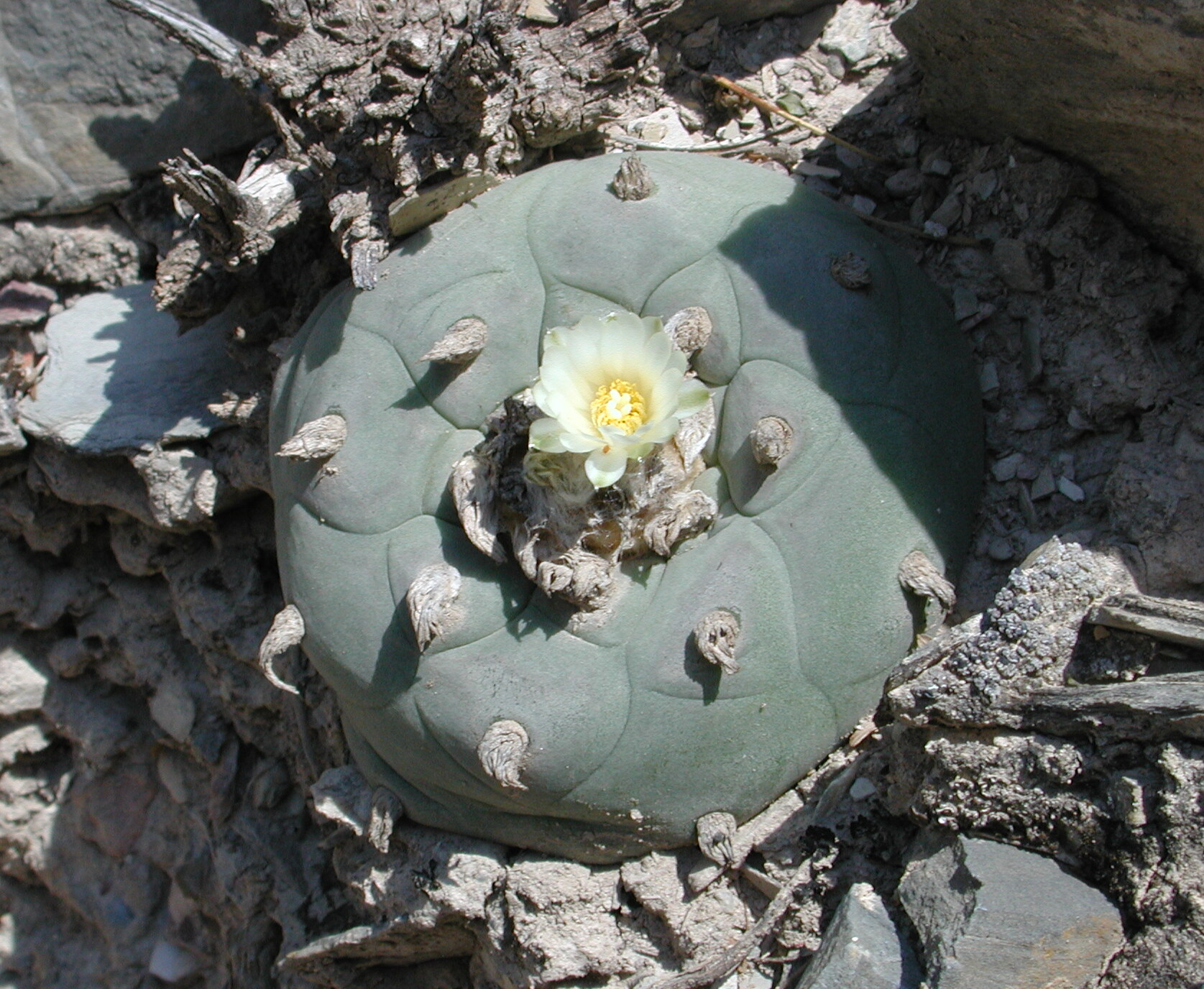
Lophophora diffusa
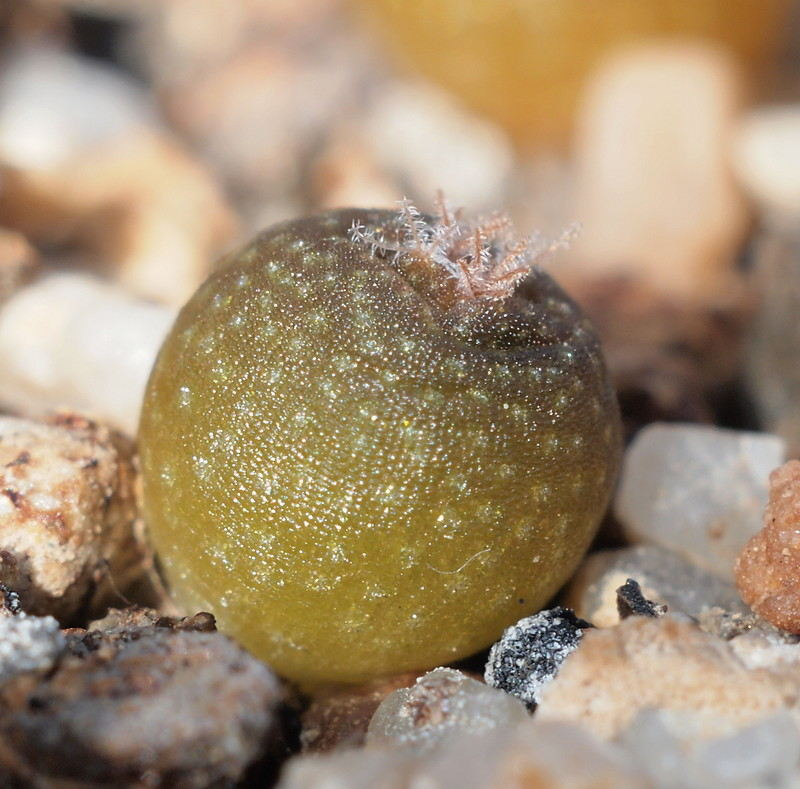
Lophophora fricii
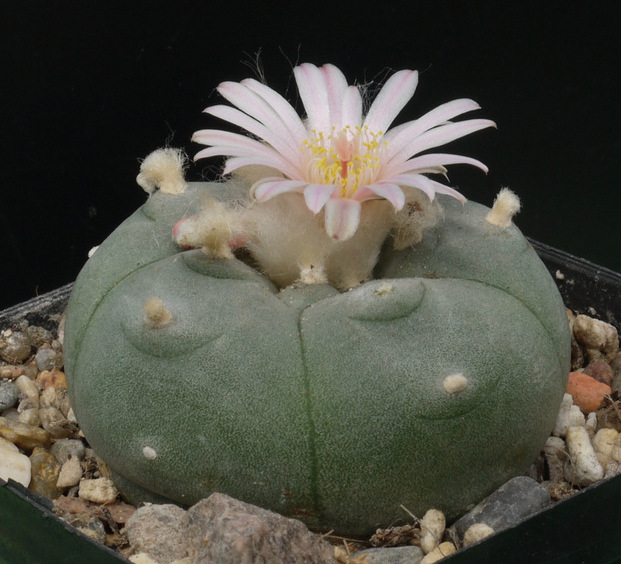
Lophophora williamsii
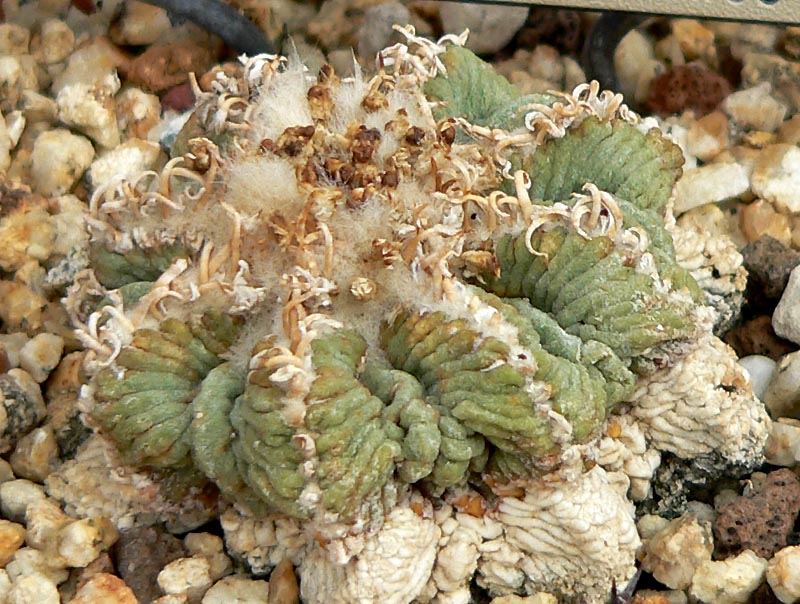
Aztekium ritteri
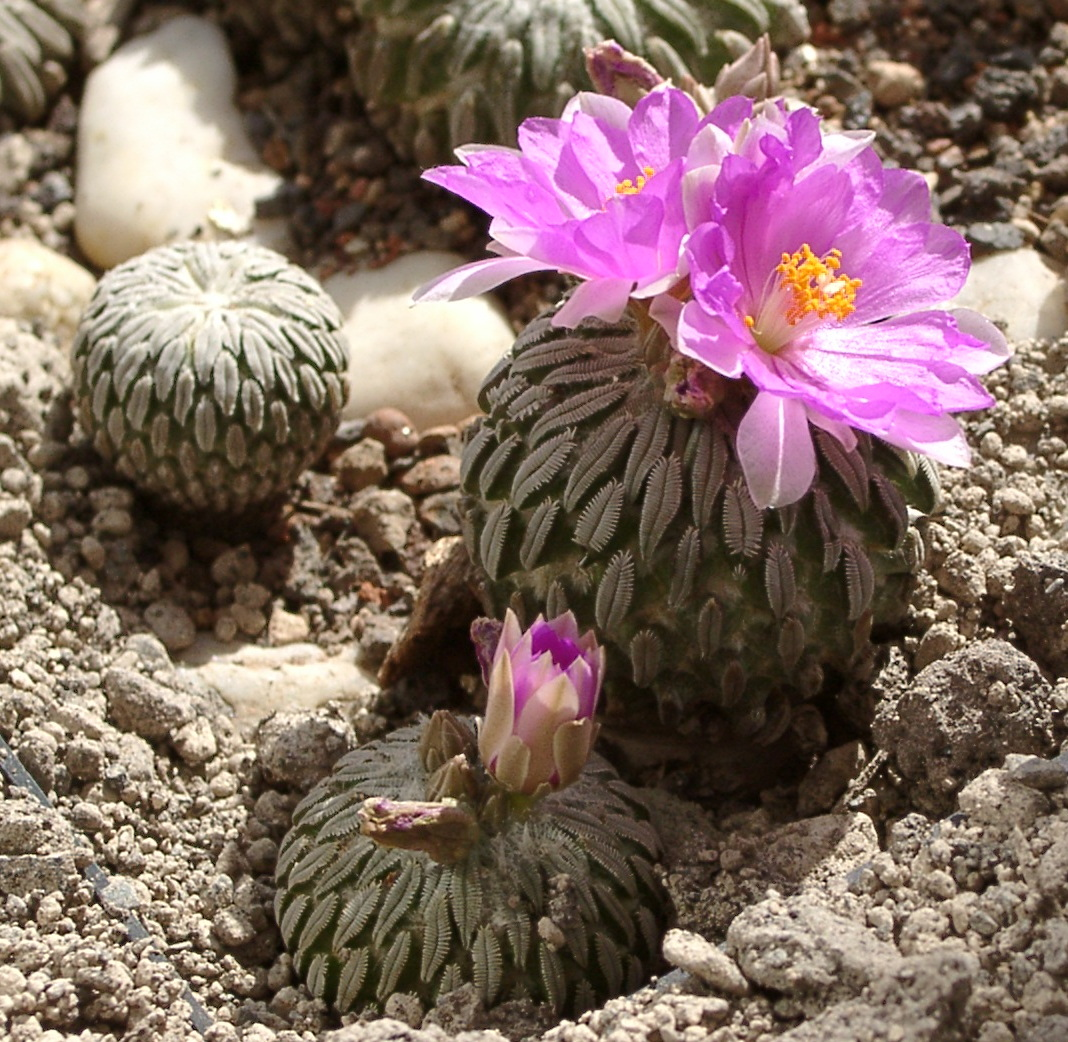
Pelecyphora aselliformis
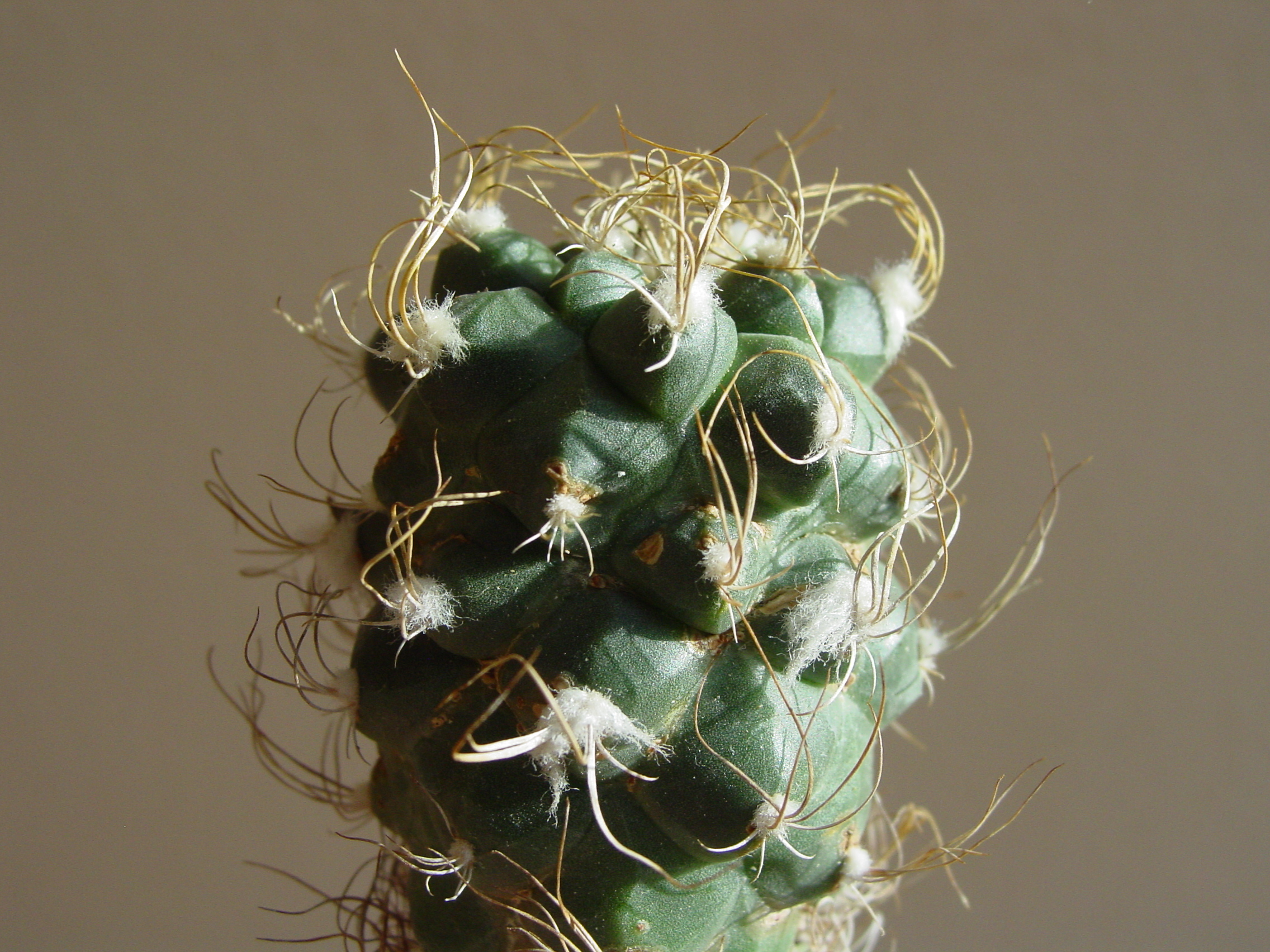
Turbinicarpus pseudomacrochele

## Biosynthese
Wie bei anderen Kaktusalkaloiden in Lophophora auch, geht die Biosynthese von Tyrosin aus. Dieses wird durch die Tyrosin-Decarboxylase decarboxyliert. Die nächsten Schritte sind die Einführung einer Hydroxylgruppe in Position 3 und die Methylierung derselben, Methylierung der Amino-Gruppe, Einführung einer dritten Hydroxylgruppe in Position 5 und die Methylierung der Hydroxylgruppe in Position 4. Durch Cyclisierung entsteht schließlich Pellotin.

## Eigenschaften
Pellotin wirkt bei oraler Einnahme als Hypnotikum.

## Verwendung
Pellotin wurde Anfang des 20. Jahrhunderts zeitweise als Schlafmittel verwendet.